# Якушкіна Лідія Іванівна
Лідія Іванівна Якушкіна (нар. 1 березня 1924, село Городище, тепер Білоцерківського району Київської області — ?) — українська радянська діячка, агроном, голова колгоспу. Герой Соціалістичної Праці (1971). Член Ревізійної Комісії КПУ у 1971 — 1981 р.

## Біографія
У 1945 році закінчила сільськогосподарський технікум. Працювала агрономом у Київській області.
З 1953 р. — у Тернопільській області: агроном, голова колгоспу імені Олександра Пархоменка міста Скалат Підволочиського району Тернопільської області.
Член КПРС з 1956 року.
Освіта вища. Закінчила Вищу партійну школу при ЦК КПУ.
У червні 1973 — 1983 р. — голова виконавчого комітету Підволочиської районної ради народних депутатів Тернопільської області. Обиралася головою Підволочиського районного комітету профспілки працівників сільського господарства.
Потім — на пенсії у місті Підволочиську Тернопільської області.

## Нагороди
- Герой Соціалістичної Праці (8.04.1971)
- орден Леніна (8.04.1971)
- два ордени Трудового Червоного Прапора
- медалі